# Станція-привид
«Станція-привид» — умовна назва невідкритих або недоступних пасажирам станцій метро.
Проміжну станцію-привид можна бачити з вікна потягу, що прямує повз неї (на відміну від заділів під станції та колії, які зазвичай не видно під час їзди потягом). Щоб не стрясати конструкції станції, потяги зазвичай проїжджають через них, знизивши швидкість. Поняття широко оприлюднили дигери в середині 1990-х років (за часів ще не доступних для всіх фото-відео зйомок і технології GPS) за рахунок досліджень подібного роду об'єктів.

## Приклади

### Київський метрополітен
- «Львівська брама» побудована в конструкціях 1996 року на пусковій дільниці Сирецько-Печерської лінії. Не побудований вихід на поверхню.
- «Теличка» побудована в конструкціях 1992 року на пусковій дільниці Сирецько-Печерської лінії. Роботи припинені.
- «Герцена» на стадії будівництва 2000 року скасована на пусковій дільниці Сирецько-Печерської лінії, замість споруджено протипожежну платформу і евакуаційний вихід.

### Криворізький метротрам
- Вовнопрядильна — побудована в конструкціях на 3-й дільниці 1999 року, законсервована.